# 루스아그로
루스아그로(러시아어: Русагро)는 러시아의 가장 큰 농업 회사 중 하나이며, 돼지고기, 사탕무 설탕의 주요 생산 회사이다. 1995년 설탕 생산업체로 설립되었다.